# Comuna Reașkî, Prîlukî
Reașkî (în ucraineană Ряшки) este o comună în raionul Prîlukî, regiunea Cernihiv, Ucraina, formată din satele Onîkiivka și Reașkî (reședința).

## Demografie
Componența lingvistică a comunei Reașkî
     Ucraineană (98,21%)
     Rusă (1,56%)
     Alte limbi (0,11%)
Conform recensământului din 2001, majoritatea populației comunei Reașkî era vorbitoare de ucraineană (98,21%), existând în minoritate și vorbitori de rusă (1,56%).